# Próba wody

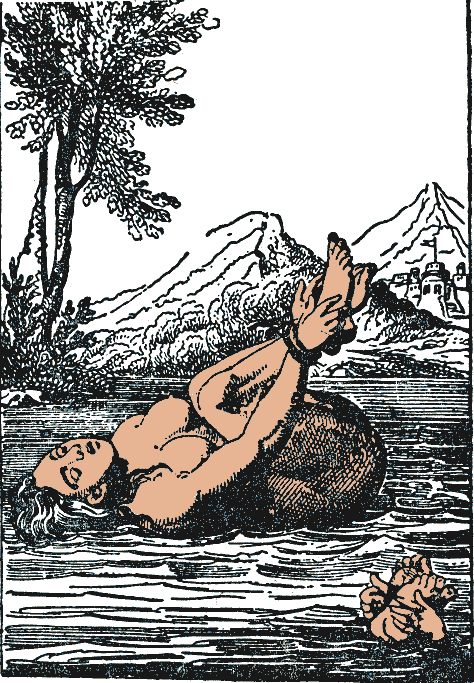
Próba zimnej wody

Próba wody – jeden ze środków dowodowych stosowany w średniowieczu w ramach sądów bożych, służący do ustalania winy lub niewinności oskarżonego. 
Próbę wody przeprowadzano w różny sposób, ale najczęściej przybierała ona formę:
- próby wody gorącej, polegającej na zanurzeniu ręki oskarżonego we wrzątku. Jeśli na skórze brak było śladów poparzenia uznawany był za niewinnego, a jeśli wystąpiły ślady zaczerwienienie i pęcherze oskarżonego uznawano za winnego.
- próby wody zimnej, polegającej na wrzuceniu do wody skrępowanego oskarżonego, np. tzw. pławienie czarownic. Jeśli kobieta tonęła, była niewinna. Należy podkreślić, że osoba uznawana była za niewinną nie w momencie gdy utonęła, lecz gdy zaczynała tonąć. Utrzymywanie się na powierzchni było potwierdzeniem winy[2]. Wtedy za pomocą przymocowanej do tułowia liny była wyławiana i jako uznana za czarownicę była palona na stosie[3]. W  Anglii próba stosowana była do 1645, między innymi używał jej Matthew Hopkins, samozwańczy Generalny Łowca Czarownic z tą różnicą, że próbę wody przeprowadzano na kobiecie dopiero po przywiązaniu kciuka jej prawej ręki do dużego palca jej lewej nogi[4].

Występuje w Księdze Elbląskiej (ok. XII wiek) jako jedna z metod jaką sędzia mógł wykorzystać do przyśpieszenia procesu i ujawnienia winy oskarżonego. Próba zimnej wody ożyła w procesach o czary, stosowana wobec podejrzanych o ich uprawianie. Szczególnie popularna stała się w Europie w XVI–XVIII wieku, po wejściu kodyfikacji karnej Karola V Constitutio Criminalis Carolina (1532), która obowiązywała na terenie całego Świętego Cesarstwa Rzymskiego (I Rzeszy) oraz częściowo recypowana była w państwach ościennych. W Polsce posługiwano się tą kodyfikacją w sądach miejskich, głównie w łagodzącej jej surowość przeróbce autorstwa Bartłomieja Groickiego Postępek z praw cesarskich (Postępek sądów około karania na gardle).  

## Antyczne początki
Podobna próba stosowana była w głębokiej starożytności. Kodeks Ur-Nammu nakazywał przeprowadzić „próbę rzeki” w oskarżeniach o czary (artykuł 10, zachowany częściowo). Kodeks Hammurabiego głosi:

2. Jeśli obywatel czary obywatelowi zarzucił i nie udowodnił (mu) tego, ten któremu czary zarzucono do Rzeki wejdzie, w Rzece się zanurzy, jeśli Rzeka dosięgnie go, oskarżyciel jego domostwo jego zabierze. Jeżeli człowieka tego Rzeka oczyści i zostanie zdrowy, ten który czary (mu) zarzucił zostanie zabity, ten zaś, którego Rzeka oczyściła domostwo oskarżyciela swego zabierze.

132. Jeśli żona obywatela, na którą z powodu innego mężczyzny palcem wskazano, na spaniu z innym mężczyzną nie została przyłapana, „na życzenie" męża swego w rzece zanurzy się.

W tej próbie tonięcie było "dowodem winy", na odwrót niż w czasach późniejszych.